# 多毛茜草树
多毛茜草树（学名：Aidia pycnantha）为茜草科茜树属下的一个种。